# モレックス
モレックス（英語: Molex Incorporated）は電気製品、電子部品、および光ファイバー内部接続システムの製造を行う企業。航空宇宙・防衛、自動車、代替エネルギー、コンシューマ・家電、商用車、データ・コンピューティング、産業オートメーション、産業用電気製品、医療科学、スマートフォン、モバイル機器、固体照明や通信・ネットワークといった様々な産業分野向けの製品を手がける。

## 歴史
同社はモレックス（Molex）と呼ばれるプラスチックの副産物から植木鉢を作ることから始まった。社名はプラスチックの成形品（mold）にexcellentを併せてMolexとなった。後に同じプラスチックを使ってゼネラル・エレクトリックや他の家電メーカーにコネクタを製造・供給するようになった。1960年にはナイロンプラグおよびレセプタクルを開発。1万種以上の電子機器に使われ、内部接続部品のスタンダードを確立した。
日本法人は1970年に昭和無線工業と合弁で昭和モレックス株式会社として設立。1973年、米国モレックス本社の全額出資に変更。1975年、日本モレックス株式会社へ商号変更。
1980年代に入るとパーソナルコンピュータの台頭などにより情報分野への需要が増加。日本では岡山、静岡、塩谷（栃木）に工場を設立し、AMP（現タイコ・エレクトロニクス・ジャパン）や日本圧着端子製造とシェアを争った。
2007年にはベトナムに工場を新設。
2013年9月、モレックスはコーク・インダストリーズ（Koch Industries）に72億ドルで買収された。コークはモレックスを社名およびイリノイ州ライルでの本社を残して子会社として運営することを表明した。
2022年、ベトナム工場を拡張。1万6000平方キロメートル分増設をした。